# Pro forma
Pro forma es una frase del latín que traducida literalmente significa por la forma.
Esta expresión se utiliza cuando se asume un determinado comportamiento no por necesidad o convicción, sino para guardar las formas, las apariencias.
En el ámbito comercial, especialmente al finalizar un trámite de importación/exportación, se usa en un documento de factura denominado pro forma. Con este documento, no se está obligado a cumplir todas las obligaciones legales que, sin él, se pudiesen aplicar.

## Comercio internacional (importación/exportación)
Una factura pro forma es muy parecida a una factura comercial que, cuando se utiliza en el comercio internacional, representa los detalles de una venta internacional a las autoridades aduaneras. Suplanta a la factura comercial cuando no hay venta entre el remitente y el importador, o si los términos de la venta entre el vendedor y el comprador son tales que la factura comercial aún no está disponible al momento del envío internacional. Una factura pro forma debe proporcionar los mismos datos que la factura comercial y el contenido que se prescribe por los gobiernos que son parte en la transacción.

## Ley
En el derecho, pro forma son las sentencias judiciales que sólo tiene por objeto facilitar el proceso legal. Las audiencias pro forma se utilizan para obedecer a una demanda formal. Por ejemplo, una audiencia pro forma puede ser escuchada por un juez para ordenar la presentación de una prueba determinada o para programar otra fecha.